# Tour de Bonne-Espérance
Le Tour de Bonne-Espérance (officiellement Tour of Good Hope) est une course cycliste à étapes, organisée en Afrique du Sud aux alentours de Paarl dans le district de Cape Winelands. Une seule édition est organisée en 2019 par ASG Events. L'épreuve fait partie de l'UCI Africa Tour en catégorie 2.2.

## Palmarès
| Année | Vainqueur      | Deuxième         | Troisième         |
| ----- | -------------- | ---------------- | ----------------- |
| 2019  | Marc Pritzen   | Jason Oosthuizen | Frans Claes       |
| 2020  | Jacobus Venter | Brandon Downes   | Dylan Girdlestone |